# Pokémon: Advanced-afsnit
Pokémon: Advanced er den sjette sæson af Pokémon og den første del af Pokémon Serien: Ruby and Sapphire, en japansk anime-TV-serie, kendt i Japan under navnet Pocket Monsters: Advanced Generation (ポケットモンスター アドバンスジェネレーション Poketto Monsutā Adobansu Jenerēshon). Den blev oprindeligt sendt i Japan på TV Tokyo fra den 12. december 2002 til den 28. august 2003, og senere i Danmark på TV 2 fra den 11. april 2004 til den 4. december 2004. Derudover er den også blevet delvist sendt på Fox Kids. Den danske versionering er lavet af Dubberman og er baseret på den amerikanske udgave, som er produceret af 4Kids Entertainment.
Denne sæson omhandler den tiårige Pokémontræner Ash Ketchum (spillet af Mathias Klenske på dansk og af Rika Matsumoto på japansk) og hans elektriske partner-Pokémon Pikachus (spillet af Ikue Ōtani) eventyr, som de samler Styrkecenter-emblemer i den fiktive Hoenn-region, så de kan deltage i Pokémonliga-stævnet Ever Grande Conference. Undervejs tilsluttes de af Brock, Pewter Citys Styrkecenterleder, samt den unge Pokémonkoordinator May og hendes bror, Max, som hun deltager i Pokémonkonkurrencer for at vinde Bånd, så hun kan deltage i Hoenn-regionens Grand Festival-turneringen.
Afsnittene er instrueret af Masamitsu Hidaka og produceret af animationsstudiet OLM.
Den japanske intro, fremført af GARDEN, hedder "Advance Adventure!" (アドバンスアドベンチャー Adobansu Adobenchā). Den danske intro, fremført af Anders Ørsager Hansen og Jan Tellefsen, som hedder "For Jeg Vil Være Mester", er baseret på den engelske intro af David Rolfe, "I Wanna Be a Hero".

## Afsnit
| Nr. i serie | Nr. i sæson | Dansk titel Japansk titel | Japansk visning    | Dansk visning       |
| --- | ----------- | --- | ------------------ | ------------------- |
| 277 | 01          | "Pikachu er i stødet!" "Aratanaru Daichi! Aratanaru Bōken!!" 'Et nyt land! At nyt eventyr!!' (新たなる大地! 新たなる冒険!!)                                                                                       | 21. november, 2002 | 11. april, 2004     |
| Da Ash ankommer til Littleroot Town, opdager han og Professor Birch, at Pikachu har en elektrisk overbelastning. Den overflødige elektrisitet resulterer i at Pikachu løber væk smerte, efterfulgt af Ash og Professor Birch. Snart efter blive Professor Birch jagtet af en flok Poochyena og må bede træneren May, som lige er startet på sin rejse, om hjælp. Den unge pige vælger en Torchic, som sin første Pokémon. |             | |                    |                     |
| 278 | 02          | "Den mystiske ruin" "Kodai Pokémon to Nazo no Gundan!" 'Ældgamle Pokémon og de mystiske team!' (古代ポケモンと謎の軍団!)                                                                                          | 28. november, 2002 | 13. april, 2004     |
| Ash og May finder nogle ruiner, hvor de hjælper Professor Aldon med at genopdage en næsten uddød Pokémon-art. Der har de også deres første møde med Team Magma. |             | |                    |                     |
| 279 | 03          | "Hjem, kære hjem" "Tōka Jimu! Tai Yarukimono!" 'Tōka-styrkecenter! Mod Yarukimono!' (トウカジム! VSヤルキモノ!)                                                                                                   | 5. december, 2002  | 14. april, 2004     |
| Ash ankommer til Petalburg City, hvor han gerne vil have sin første styrkecenter-dyst. Ash møde Mays lillebror, Max. Norman, Mays far, er Petalburgs styrkecenter-leder, men han accepterer ikke Ashs udfordring, da Ash endnu ikke har tre Pokémon. De har en uformel dyst, som bliver afbrudt af Team Rocket. |             | |                    |                     |
| 280 | 04          | "Den frygtløse Taillow" "Subame ga Ippai, Kiken ga Ippai! Tōka no Mori de Getto da ze!!" 'Fyldt med Subame, fyldt med fare! Fangede den i Tōka-skov!' (スバメがいっぱい 危険がいっぱい! トウカの森でゲットだぜ!!) | 12. december, 2002 | 15. april, 2004     |
| Ash fanger sin første Pokémon, en Taillow, i Hoenn. Brock og hans Forretress vender tilbage. |             | |                    |                     |
| 281 | 05          | "Behold knæbukserne på!" "Jigujaguma to Tanpan-kozō! Haruka Hajimete no Batoru!!" 'Jigujaguma og den kortbuksede dreng! Harukas første dyst!!' (ジグザグマと短パン小僧! ハルカはじめてのバトル!!)                 | 19. december, 2002 | 16. april, 2004     |
| En dreng ved navn Nicholai forsøger at fange en Zigzagoon. May har sin første dyst mod ham, efter han hører, at hun er styrkecenter-lederens datter. Da Nicholai fornærmer Mays far, ønske hendes lillebror Max hævn. |             | |                    |                     |
| 282 | 06          | "Et opblæst ego!" "Roketto-dan! Midare Hikkagi de Sayōnara!!" 'Team Rocket! En Fury Swipes-afsked!!' (ロケット団! みだれひっかきでサヨウナラ!!)                                                                   | 26. december, 2002 | 19. april, 2004     |
| Team Rocket møder en krybskytte, som jager gift-Pokémon. Da Team Rocket finder ud af, at de indfangede Pokémon inkluderer Koffing og Ekans, beslutter de sig for at befrie dem fra krybskytten og derefter sætte deres Arbok og Weezing, så de kan beskytte dem. James fanger får til sidst en ny Pokémon: Cacnea. |             | |                    |                     |
| 283 | 07          | "Treeckos træ" "Kimori no Mori! Kyodaiju o Mamore!!" 'Kimori-skoven! Beskytte det kæmpestore træ!!' (キモリの森! 巨大樹を守れ!!)                                                                                  | 9. januar, 2003    | 20. april, 2004     |
| En gruppe af Treecko beskytter et døende træ, og én af dem beslutter sig for at tage med Ash. |             | |                    |                     |
| 284 | 08          | "Slangens hale" "Habuneku Tai Kimori! Hissatsu no Hataku Kōgeki!!" 'Habunake mod Kimori! Dødstød!!' (ハブネークVSキモリ! 必殺のはたく攻撃!!)                                                                      | 16. januar, 2003   | 21. april, 2004     |
| Ashs Treecko bliver slået af en vild Seviper. Mens at Treecko gør sig klar på en omkamp, har Jessie sat sig Seviper'en for øje. |             | |                    |                     |
| 285 | 09          | "Den fortabte Shroomish" "Kaiki! Kinokoko Yashiki no Nazo!" 'Bizart! Mysteriet om Kinococo-palæet' (怪奇! キノココ屋敷の謎!)                                                                                      | 23. januar, 2003   | 22. april, 2004     |
| Max møde en Shroomish i en gyde, som han bliver venner med. |             | |                    |                     |
| 286 | 10          | "Verdens stærkeste Pokémon!" "Shijō Saikyō no Perippā Arawareru!!" 'Den stærkeste Pelipper i historien dukker op!' (史上最強のペリッパー現る!!)                                                                   | 30. januar, 2003   | 23. april, 2004     |
| Ash kæmper mod en træner og hans Pelipper, som kan bruge angreb, den ikke normalt kan lære. |             | |                    |                     |
| 287 | 11          | "Uforglemmeligt bid" "Guraena to Pochiena! Shinka no Shinpi!!" 'Guraena og Pochiena! Udviklingsmysteriet!!' (グラエナとポチエナ! 進化の神秘!!)                                                                    | 6. februar, 2003   | 26. april, 2004     |
| Max tager sig af en Poochyena, så den kan udvikle sig og blive fri. |             | |                    |                     |
| 288 | 12          | "Skibet er lastet med Lotad" "Hasubō to Furawā Shoppu no San-Shimai!" 'Hassboh og blomsterbutikkens tre søstre' (ハスボーとフラワーショップの三姉妹!)                                                             | 13. februar, 2003  | 27. april, 2004     |
| Det lykkes Brock at fange en Lotad. |             | |                    |                     |
| 289 | 13          | "Et yndefuldt angreb" "Pokemon Kontesuto! Agehanto no Karei na Batoru!!" 'Pokémon-konkurrence! Agehunts strålende kamp!!' (ポケモンコンテスト! アゲハントの華麗なバトル!!)                                        | 20. februar, 2003  | 28. april, 2004     |
| Ashs og hans venner for deres første glimt af en Pokémon-konkurrence. |             | |                    |                     |
| 290 | 14          | "En Wurmple på krogen" "Daburu Batoru to Daburu de Kemusso!?" 'Dobbeltdyst og dobbel-Kemusso!?' (ダブルバトルとダブルでケムッソ!?)                                                                                | 27. februar, 2003  | 29. april, 2004     |
| Lamslået over Beautiflys optræden beslutter May sig for at fange en Wurmple, så hun kan få sin egen Beautifly. |             | |                    |                     |
| 291 | 15          | "Pokémon-skolen" "Benkyō-shimasu! Pokemon Torēnāzu Sukūru!!" 'Prøve at studere! Pokémontræner-skolen!!' (勉強します! ポケモントレーナーズスクール!!)                                                              | 6. marts, 2003     | 4. september, 2004  |
| Ash og hans venner ankommer til en træner-skole, som ledes of Roxanne, Rustboros styrkecenter-leder. Max deltager i en skoledyst mod en uhøflig dreng. |             | |                    |                     |
| 292 | 16          | "Pas på Nosepass" "Kanazumi Jimu! Nozupasu no Himitsu Heiki!!" 'Kana<umi-styrkecenter! Nosepass' hemmelige våben!!' (カナズミジム! ノズパスの秘密兵器!!)                                                          | 13. marts, 2003    | 5. september, 2004  |
| Ash og Roxanne udkæmper en styrkecenter-dyst, og May beslutter sig for at blive Pokémon-koordinator i stedet. |             | |                    |                     |
| 293 | 17          | "Ballade i Devon-bygningen" "Debon Kōporēshon! Akua-dan no Kage!!" 'Devon Corporation! Team Aquas skygge' (デボンコーポレーション! アクア団の影!!)                                                                | 20. marts, 2003    | 11. september, 2004 |
| 294 | 18          | "På vingerne med Wingull!" "Hagi-rōjin to Kyamome no Pīko-chan!" 'Gamle Hagi og Camome'en Peeko!' (ハギ老人とキャモメのピーコちゃん!)                                                                             | 27. marts, 2003    | 12. september, 2004 |
| 295 | 19          | "Sharpedo går til angreb!" "Dasshutsu! Samehadā no Shima!!" 'Stik af! Samehaders ø' (脱出! サメハダーの島!!) | 3. april, 2003     | 18. september, 2004 |
| 296 | 20          | "Alt på ét bræt" "Muro Jimu! Naminori ri Jimu Rīdā, Tōki Tōjō!" 'Muro-styrkecenter! Den surfende leder – Touki dukker op!' (ムロジム! 波乗りジムリーダー・トウキ登場!)                                            | 10. april, 2003    | 19. september, 2004 |
| 297 | 21          | "Wurmple-forvekslinger" "Kemusso Tai Kemusso! Dotchi ga Dotchi!?" 'Kemusso mod Kemusso! Hvilken er hvilken!?' (ケムッソVSケムッソ! どっちがどっち!?)                                                              | 17. april, 2003    | 24. september, 2004 |
| 298 | 22          | "En hulens ballade" "Daigo, Kokodora, Bosugodora!" 'Daigo, Cockodora og Bossgodora' (ダイゴ、ココドラ、ボスゴドラ!)                                                                                               | 24. april, 2003    | 25. september, 2004 |
| 299 | 23          | "Den mystiske gæst" "Umibe no Abare Mono, Heigani Tōjō!" 'Havets bisse, Heigani dukker op!' (海辺の暴れ者、ヘイガニ登場!)                                                                                         | 1. maj, 2003       | 2. oktober, 2004    |
| 300 | 24          | "Corphish i knibe" "Hashire Satoshi! Kibania no Kawa o Koe!" 'Løb, Satoshi! Kryds Kibanha-floden!' (走れサトシ! キバニアの川を越え!)                                                                              | 8. maj, 2003       | 9. oktober, 2004    |
| 301 | 25          | "Mudkip-missionen" "Himitsu no Ike! Mizugorō Ga Ippai!?" 'Den hemmelige dam! fyldt med Mizugorou!?' (秘密の池! ミズゴロウがいっぱい!?)                                                                            | 15. maj, 2003      | 10. oktober, 2004   |
| 302 | 26          | "Mødet med Nuzleaf" "Konohana-zoku no Shūgeki!!" 'Konohana-stammens angreb!!' (コノハナ族の襲撃!!) | 22. maj, 2003      | 16. oktober, 2004   |
| 303 | 27          | "Tre er tre for mange!" "Maguma-dan Tai Akua-dan! Himitsu Kichi no Tatakai!" 'Team Magma mod Team Aqua! Den skjulte-base-kamp!' (マグマ団VSアクア団! ひみつきちの戦い!)                                           | 29. maj, 2003      | 17. oktober, 2004   |
| 304 | 28          | "En helt anden Pokémon!" "Agehanto to Dokukeiru! Shinka no Hate ni!" 'Agehunt og Dokucale! Den endelige udvikling!' (アゲハントとドクケイル! 進化の果てに!)                                                       | 5. jumi, 2003      | 23. oktober, 2004   |
| 305 | 29          | "Tapperhedstesten" "Yamirami de Tokkiri!" 'Den forskrækkende Yamirami!' (ヤミラミでドッキリ!) | 12. jumi, 2003     | 24. oktober, 2004   |
| 306 | 30          | "Et stormfuldt møde" "Batoru Gāru to Asanan! Arashi no Naka de!" 'Asanan og kamp-pigen! Midt i en storm!' (バトルガールとアサナン! 嵐の中で!)                                                                     | 19. jumi, 2003     | 30. oktober, 2004   |
| 307 | 31          | "Sidste dyst på Dewford Island" "Muro Jimu Saisen! Naminori Batoru Fīrudo!" 'Muro-styrkecenter-omkamp! Surfende slagmark!' (ムロジム再戦! 波乗りバトルフィールド!)                                                | 26. jumi, 2003     | 31. oktober, 2004   |
| 308 | 32          | "Spøgelsesskibet!" "Suterare Fune! Shinobiyoru Kage!!" 'Det efterladte skib! Den krybende skygge!!' (すてられ船! しのびよる影!!)                                                                                  | 3. juli, 2003      | 6. november, 2004   |
| 309 | 33          | "Se, dét er flowerpoer!" "Haruka ni Raibaru! Tokkun Pokemon Kontesuto!!" 'En ny rival til Haruka! Intensiv Pokémon-konkurrence-træning!!' (ハルカにライバル! 特訓ポケモンコンテスト!!)                            | 10. juli, 2003     | 7. november, 2004   |
| 310 | 34          | "Masser af gang i den" "Hajimete no Pokemon de Dai Panikku!!" 'Den store starter-Pokémon-panik!!' (はじめてのポケモンで大パニック!!)                                                                              | 17. juli, 2003     | 13. november, 2004  |
| 311 | 35          | "Dysten imod Drew!" "Haruka! Pokemon Kontesuto Hatsu Chōsen!!" 'Haruka! Den første Pokémon-konkurrence-udfordring!!' (ハルカ! ポケモンコンテスト初挑戦!!)                                                         | 24. juli, 2003     | 14. november, 2004  |
| 312 | 36          | "Den mystiske sten" "Umi no Hakubutsukan o Mamore! Maguma-dan no Shūgeki!!" 'Beskyt havmuseet! Team Magmas angreb!' (海の博物館を守れ! マグマ団の襲撃!!)                                                          | 31. juli, 2003     | 20. november, 2004  |
| 313 | 37          | "Helt ude i skoven!" "Bijo to Yajū!? Dātengu to Jōi-san!" 'Skønheden og udyret!? Dirteng og Søster Joy!' (美女と野獣!? ダーテングとジョーイさん!)                                                                 | 7. august, 2003    | 21. november, 2004  |
| 314 | 38          | "En tåget affære!" "Purasuru to Mainan! Yama no Tōdai!!" 'Prasle og Minun! Bjergfyrtårnet' (プラスルとマイナン! 山の灯台!!)                                                                                       | 14. august, 2003   | 27. november, 2004  |
| 315 | 39          | "Masser af Pokéblok!" "Utau! Pokemon Karakuri Yashiki!!" 'Syng! Pokémon-trickhuset!!' (歌う! ポケモンからくり屋敷!!)                                                                                              | 21. august, 2003   | 28. november, 2004  |
| 316 | 40          | "Pikachu i stødet" "Kinsetsu Jimu! Tessen no Dengeki Batoru!!" 'Kinsetsu-styrkecenter! Tessens elektriske støddyst!!' (キンセツジム! テッセンの電撃バトル!!)                                                      | 28. august, 2003   | 4. december, 2004   |

## Stemmer
| Karakter    | Japansk            | Dansk                |
| ----------- | ------------------ | -------------------- |
| Ash Ketchum | Rika Matsumoto     | Mathias Klenske      |
| Pikachu     | Ikue Ōtani         | Ikue Ōtani           |
| Brock       | Yūji Ueda          | Peter Holst-Beck     |
| May         | KAORI.             | Annevig Schelde Ebbe |
| Max         | Fushigi Yamada     | Mikkel Følsgaard     |
| Jessie      | Megumi Hayashibara | Ann Hjort            |
| James       | Shinichiro Miki    | Thomas Kirk          |
| Meowth      | Inuko Inuyama      | Peter Zhelder        |
| Fortæller   | Unshō Ishizuka     | Torben Sekov         |

## Hjemmeudgivelser
I Japan er sæsonen blevet fuldt udgivet til udlejning, men købeudgivelser er begrænset til visse afsnit. Sæsonen har fået en komplet hjemmeudgivelse på engelsk i USA og Australien.
I Danmark er 18 afsnit blevet udgivet på DVD fordelt på 6 udgivelser. Yderligere 7 DVD har fået en aldersgrænse af Medierådet, så der var formentligt planner for at udgive de resterende 22 afsnit. Selvom disse DVDer ikke udkom i Danmark, blev de udgivet i Sverige, hvor det danske lydspor også fulgte med.